# Ундав, Дениз
Дениз Ундав (нем. Deniz Undav; курд. Denîz Ûndew; род. 19 июля 1996, Фарель, Нижняя Саксония) — немецкий футболист, нападающий клуба «Штутгарт» и сборной Германии. Участник чемпионата Европы 2024.

## Клубная карьера
Ундав — воспитанник клубов «Ахим», «Вердер», «Вейхе» и «Хавелсе». 25 апреля 2015 года в матче против дублёров «Ганновер 96» он дебютировал в Четвертой лиге Германии. 2 августа в поединке против «Любека» Дениз забил свой первый гол за «Хавелсе». В 2017 году Ундав перешёл в брауншвейгский «Айнтрахт», но выступал за команду дублёров. Летом 2018 года Ундав перешёл в «Меппен». 30 июля в матче против «Шпортфройнде» он дебютировал в Третьей лиге Германии. 22 сентября в поединке против «Унтрехахинга» Дениз забил свой первый гол за «Меппен».
Летом 2020 года Ундав перешёл в бельгийский «Юнион». 21 августа в матче против «Дейнзе» он дебютировал в бельгийской Челленд-лиге. 25 октября в поединке против «дублёров» «Брюгге» Дениз сделал «дубль», забив свои первые голы за «Юнион». По итогам сезона Дениз помог клубу выйти в элиту. 25 июля 2021 года в матче против «Андерлехта» он дебютировал в Жюпиле лиге. 21 ноября в поединке против «Остенде» Дениз сделал «покер». По итогам сезона он помог клубу завоевать серебряные медали и стал лучшим бомбардиром чемпионата.
В начале 2022 года Ундав перешёл в английский «Брайтон энд Хоув Альбион», но ещё на полгода остался в «Юнионе» на правах аренды. Сумма трансфера составила 7 млн евро. Летом того же года Дениз вернулся в «Брайтон». 7 августа в матче против «Манчестер Юнайтед» он дебютировал в английской Премьер-лиге. 24 августа в поединке Кубка английской лиги против «Форест Грин Роверс» Дениз забил свой первый гол за «Брайтон энд Хоув Альбион».
Летом 2023 года Ундав на правах аренды перешёл в «Штутгарт». 16 сентября в матче против «Майнц 05» он дебютировал за новую команду. 30 сентября в поединке против «Кёльна» Дениз сделал «дубль», забив свои первые голы за «Штутгарт». 27 января 2024 года в матче против «РБ Лейпциг» он сделал хет-трик. По итогам сезона Дениз забил 18 мячей, став лучшим бомбардиром команды и помог клубу завоевать серебряные медали чемпионата.

## Карьера в сборной
23 марта 2024 года в товарищеском матче против сборной Франции Ундав дебютировал за сборную Германии, заменив Кая Хаверца на 81-й минуте матча.
В том же году Ундав принял участие в домашнем чемпионате Европы. На турнире он сыграл в матче против сборных Венгрии.

## Личная жизнь
Родился в Германии в семье езидов рода Масаки. Его родители из города Вираншехир, провинции Шанлыурфа на юго-востоке Турции.

## Достижения

### Командные
«Юнион»
- Победитель Челленджер Про Лиги: 2020/21

«Штутгарт»
- Обладатель Кубка Германии: 2024/25

### Индивидуальные
- Лучший бомбардир Жюпиле лиги (25 голов): 2021/2022
- Игрок года Жюпиле лиги: 2021/2022
- Игрок месяца Бундеслиги: ноябрь 2023, январь 2024